# NGC 3297
NGC 3297 في الفهرس العام الجديد، هي مجرة، تقع في كوكبة الشجاع. اكتشفت في 26 فبراير 1886 بواسطة فرانسيس بريسيرفد ليفنوورث.

## روابط خارجية
- NGC 3297 على موقع ويكي سكاي: DSS2, SDSS, GALEX, IRAS, Hydrogen α, X-Ray, Astrophoto, Sky Map, Articles and images